# لارا ایوانوشا
لارا ایوانوشا (انگلیسی: Lara Ivanuša؛ زادهٔ ۹ ژانویهٔ ۱۹۹۷) بازیکن فوتبال اهل اسلوونی است.
وی همچنین در تیم‌های ملی فوتبال Slovenia women's national under-17 football team, Slovenia women's national under-19 football team، و زنان اسلوونی بازی کرده‌است.